# Kevin Mac Allister
Kevin Mac Allister (Buenos Aires, 7 novembre 1997) è un calciatore argentino, difensore dell'Union Saint-Gilloise.

## Biografia
Proviene da una famiglia di calciatori: il padre Carlos ha giocato nella nazionale argentina, mentre i fratelli Alexis e Francis giocano rispettivamente nel Liverpool e nell'Argentinos Juniors.

## Carriera
Cresciuto nelle giovanili dell'Argentinos Juniors, ha esordito il 27 febbraio 2016 in occasione del match perso 4-1 contro l'Estudiantes (LP). Nel gennaio 2019 passa al Boca Juniors. Nel luglio del 2023, viene acquistato dai belgi dell'Union Saint-Gilloise, con i quali vince anche una Coppa del Belgio.

## Statistiche

### Presenze e reti nei club
Statistiche aggiornate al 17 maggio 2025.
| Stagione                    | Squadra                     | Campionato                  | Campionato | Campionato | Coppe nazionali | Coppe nazionali | Coppe nazionali | Coppe continentali | Coppe continentali | Coppe continentali | Altre coppe | Altre coppe | Altre coppe | Totale | Totale | Totale |
| Stagione                    | Squadra                     | Comp                        | Pres       | Reti       | Comp            | Pres            | Reti            | Comp               | Pres               | Reti               | Comp        | Pres        | Reti        | Pres   | Reti   |        |
| --------------------------- | --------------------------- | --------------------------- | ---------- | ---------- | --------------- | --------------- | --------------- | ------------------ | ------------------ | ------------------ | ----------- | ----------- | ----------- | ------ | ------ | ------ |
| 2016                        | Argentinos Juniors          | PD                          | 4          | 0          | CA              | 0               | 0               | -                  | -                  | -                  | -           | -           | -           | 4      | 0      |        |
| 2016-2017                   | Argentinos Juniors          | PBN                         | 15         | 0          | CA              | 0               | 0               | -                  | -                  | -                  | -           | -           | -           | 15     | 0      |        |
| 2017-2018                   | Argentinos Juniors          | PD                          | 11         | 1          | CA              | 2               | 0               | -                  | -                  | -                  | -           | -           | -           | 13     | 1      |        |
| 2018-gen. 2019              | Argentinos Juniors          | PD                          | 9          | 0          | CA+CdS          | 0               | 0               | -                  | -                  | -                  | -           | -           | -           | 9      | 0      |        |
| 2019                        | Boca Juniors                | PD                          | 2          | 0          | CA+CdS          | 0               | 0               | CL                 | 0                  | 0                  | -           | -           | -           | 2      | 0      |        |
| 2019-2020                   | Argentinos Juniors          | PD                          | 2          | 0          | CA+CdS+CM       | 5+1+8           | 1+1+0           | CS                 | 1                  | 0                  | -           | -           | -           | 17     | 2      |        |
| 2021                        | Argentinos Juniors          | PD                          | 23         | 2          | CA+CdL          | 0+9             | 0               | CL                 | 6                  | 0                  | -           | -           | -           | 38     | 2      |        |
| 2022                        | Argentinos Juniors          | PD                          | 17         | 2          | CA+CdL          | 1+16            | 0+3             | -                  | -                  | -                  | -           | -           | -           | 34     | 5      |        |
| gen.-lug. 2023              | Argentinos Juniors          | PD                          | 20         | 4          | CA+CdL          | 1+0             | 0               | CL                 | 6                  | 0                  | -           | -           | -           | 27     | 4      |        |
| Totale Argentinos Juniors   | Totale Argentinos Juniors   | Totale Argentinos Juniors   | 101        | 9          |                 | 43              | 5               |                    | 13                 | 0                  |             | -           | -           | 157    | 14     |        |
| 2023-2024                   | Union Saint-Gilloise        | D1                          | 30         | 1          | CB              | 6               | 0               | UEL+UECL           | 8+2                | 0                  | -           | -           | -           | 46     | 1      |        |
| 2024-2025                   | Union Saint-Gilloise        | D1                          | 35         | 2          | CB              | 1               | 0               | UCL+UEL            | 2+8                | 0+3                | SB          | 1           | 0           | 47     | 5      |        |
| Totale Union Saint-Gilloise | Totale Union Saint-Gilloise | Totale Union Saint-Gilloise | 65         | 3          |                 | 7               | 0               |                    | 20                 | 3                  |             | 1           | 0           | 93     | 6      |        |
| Totale carriera             | Totale carriera             | Totale carriera             | 168        | 12         |                 | 50              | 5               |                    | 33                 | 3                  |             | 1           | 0           | 252    | 20     |        |

## Palmarès

### Club

#### Competizioni nazionali
- Primera B Nacional: 1

Argentinos Juniors: 2016-2017
- Coppa del Belgio: 1

Union Saint-Gilloise: 2023-2024
- Supercoppa del Belgio: 1

Union Saint-Gilloise: 2024
- Campionato belga: 1

Union Saint-Gilloise: 2024-2025